# Koharu Kusumi
Koharu Kusumi (久住小春, Kusumi Koharu, née le 15 juillet 1992 à Nagaoka, Niigata, Japon), est une chanteuse de J-pop, mannequin et animatrice de télévision et de radio japonaise. Elle fut membre du groupe Morning Musume et idol du Hello! Project de 2005 à 2009, et seiyū de la série Kilari (Kirarin Revolution) et chanteuse en solo dans le cadre du projet Tsukishima Kirari starring Kusumi Koharu de 2006 à 2009.

## Biographie

### Hello! Project
Koharu Kusumi débute en 2005 avec le populaire groupe de J-pop Morning Musume après une audition télévisée nationale en mai, intégrée comme seule sélectionnée de la "septième génération" par le producteur Tsunku qui la présente comme son ace. Elle sort son premier single avec le groupe en août suivant, Iroppoi Jirettai, et son premier album avec lui en février 2006, Rainbow 7.
En avril 2006, en parallèle à sa carrière avec Morning Musume, elle est choisie pour doubler Kirari Tsukishima (Kilari en français), l'héroïne de la série anime Kilari (Kirarin Revolution). Devenue populaire chez le public enfant, elle sort de nombreux disques en solo dans le cadre de cette série, incarnant la chanteuse de fiction de la série sous l'appellation Tsukishima Kirari starring Kusumi Koharu (Morning Musume), ou avec les groupes Kira Pika en 2007, puis MilkyWay en 2008, jusqu'à la fin de la série en mars 2009. Elle interprète également le personnage de Kirari Tsukishima dans le mini-drama live Kira☆Revo+, diffusé entre avril 2007 et janvier 2009 dans l'émission Oha Suta.
De 2005 à 2009, elle sort cinq photobooks en solo, et avec les membres de Morning Musume participe aux émissions télévisées Hello! Morning (2005–2007), Musume Dokyu! (2005), Haromoni@ (2007–2008), et Yorosen! (2008–2009), ainsi qu'aux comédies musicales Ribbon no Kishi en 2006 et Cinderella en 2008. Elle participe aussi aux groupes temporaires Morning Musume Tanjo 10nen Kinentai, créé en 2007 pour le 10e anniversaire des Morning Musume, et ZYX-α en 2009.
En septembre 2009, à la surprise générale, sa graduation (départ) des Morning Musume et du Hello! Project est décidée par son producteur Tsunku pour le 6 décembre 2009, entre deux séries de concerts, après quatre ans et demi d'activité au sein du H!P, alors qu'elle figure pourtant sur les calendriers 2010 du groupe sortis le mois précédent. Aucune réelle raison à ce départ n'est donnée, ni de suite à sa carrière alors officiellement annoncée. Kusumi déclare simplement souhaiter se consacrer par la suite à une carrière dans le mannequinat.

### Post-Hello! Project
Après son départ du H!P, Koharu Kusumi continue de travailler pour la maison mère Up-Front, mais dans un premier temps sans être intégrée au M-line club, à la différence des autres anciennes Morning Musume transférés précédemment. Depuis son départ, elle présente tous les mardis matins l'émission télévisée pour enfants Oha Suta, dans laquelle elle apparaissait déjà du temps de la série Kilari.
Bien qu'elle ne fasse plus partie du Hello! Project, en mai 2010 est annoncée sa participation à un groupe spécial, Ex-ceed!, créé à l'occasion de l’Exposition universelle de Shanghai, aux côtés de ses ex-collègues du H!P Jun Jun, Lin Lin (Morning Musume) et Miyabi Natsuyaki (Berryz Kōbō). 
Le 1er juillet suivant, son propre site officiel est ouvert, et elle est finalement intégrée au M-line club. En décembre suivant, elle joue dans la pièce de théâtre Abe Naikaku avec Natsumi Abe et Kei Yasuda.
Au début de 2011, Kusumi publie un essai autobiographique intitulé 17sai no Tenshoku. Cette année-là, elle forme le groupe Dream Morning Musume avec ses anciennes collègues de Morning Musume, et en parallèle à ses activités de chanteuse et d'animatrice, elle entame une carrière de mannequin chez l'agence Illume Models, tournant dans quelques publicités et posant régulièrement en exclusivité pour le magazine de mode CanCam (en). En septembre 2011, sa chanson Asaasamba enregistrée en 2009 pour l'émission Oha Suta est distribuée en téléchargement légal, et figurera en fin d'année sur la compilation du H!P Petit Best 12. Dream Morning Musume cesse ses activités en 2012.
En 2014, Kusumi interprète un des rôles principaux dans deux drama télévisés, Hossoku! Gal Naikaku diffusé de janvier à mars, et Again!! diffusé de juillet à septembre et adapté d'un manga homonyme. En mars de la même année, elle quitte l'émission Oha Suta, et participe régulièrement à partir du mois suivant à l'émission télévisée musicale Otobake Pops, jusqu'à la fin de sa diffusion en septembre 2015. Elle annonce en juillet 2015 qu'elle cessera de poser pour le magazine CanCam après une dernière apparition dans le numéro de septembre suivant. À partir du 9 janvier 2016, elle anime sa propre émission de radio hebdomadaire KoHappy Time sur FM Port, puis une seconde en parallèle à partir d'avril et pendant un an nommée Kusumi Koharu's Mediaship 927 sur BSN, deux radios situées à Niigata.
Le 30 novembre 2016, son contrat avec l'agence J.P Room n'est pas renouvelé, et elle quitte donc le groupe Up-Front et le M-line club. Elle signe en janvier 2017 avec l'agence Oscar Promotion. À partir d'avril suivant, elle joue dans la série drama Joshuu Seven, puis dans la série Doctor-X à partir d'octobre. En novembre, elle sort son premier photobook depuis huit ans.
En 2024, elle joue le rôle principal du drama Uri wo waru.

## Groupes

### Au sein du Hello! Project
- Morning Musume。(2005-2009)
- Tsukishima Kirari starring Kusumi Koharu (Morning Musume) (2006-2009)[2]
- Wonderful Hearts (2006–2009)
- Morning Musume Tanjo 10nen Kinentai (2007)
- Kira☆Pika (2007)
- MilkyWay (2008-2009)
- ZYX-α (2009)

### Autres
- Ex-ceed! (2010)
- Morning Musume OG (2010)
- Ganbarō Nippon Ai wa Katsu Singers (2011)
- Dream Morning Musume (2011-2012)

## Discographie

### En solo
Chanson
- 24 septembre 2011 : Asaasamba (アサアサンバ?) (single digital ; présent sur la compilation Petit Best 12)

### Avec Morning Musume
Singles
- 27 juillet 2005 : Iroppoi Jirettai
- 9 novembre 2005: Chokkan 2 ~Nogashita Sakana wa Ōkiizo!~
- 15 mars 2006 : Sexy Boy ~Soyokaze ni Yorisotte~
- 21 juin 2006 : Ambitious! Yashinteki de Ii Jan
- 8 novembre 2006 : Aruiteru
- 14 février 2007 : Egao Yes Nude
- 25 avril 2007 : Kanashimi Twilight
- 25 juillet 2007 : Onna ni Sachi Are
- 21 novembre 2007 : Mikan
- 16 avril 2008 : Resonant Blue
- 24 septembre 2008 : Pepper Keibu
- 18 février 2009 : Naichau Kamo
- 13 mai 2009 : Shōganai Yume Oibito
- 12 août 2009 : Nanchatte Renai
- 28 octobre 2009 : Kimagure Princess

Albums
- 15 février 2006 :  Rainbow 7
- 13 décembre 2006 :  7.5 Fuyu Fuyu Morning Musume Mini!  (mini album)
- 21 mars 2007 :  Sexy 8 Beat
- 26 novembre 2008 :  Cover You  (reprises)
- 18 mars 2009 :  Platinum 9 Disc

(+ compilations du groupe)

### Autres participations
Singles
- 24 janvier 2007 : Bokura ga Ikiru My Asia (avec Morning Musume Tanjō 10nen Kinentai)
- 1er août 2007 : Hana wo Pūn / Futari wa NS (avec Kira Pika)
- 8 août 2007 : Itoshiki Tomo e (avec Morning Musume Tanjō 10nen Kinentai)
- 30 avril 2008 : Anataboshi (avec MilkyWay)
- 29 octobre 2008 : Tan Tan Taan! (avec MilkyWay)
- 22 juin 2011 : Ai wa Katsu (avec Ganbarō Nippon Ai wa Katsu Singers)
- 15 février 2012 : Shining Butterfly (avec Dream Morning Musume)

Albums
- 20 avril 2011 : Dreams 1 (avec Dream Morning Musume)

Chanson
15 juillet 2009 : Mirai Yosōzu II (avec ZYX-α, sur l'album Chanpuru 1)

## Filmographie
Anime
- 2006-2009 : Kirarin☆Revolution (きらりん☆レボリューション) (Tsukishima Kirari)

Drama télévisés
- avril 2007 à janvier 2009 : Kira☆Revo+ (en tant que Tsukishima Kirari ; mini-drama irrégulier)
- janvier à mars 2014 : Hossoku! Gal Naikaku(発足！ギャル内閣) (Shin Yamato )
- juillet à septembre 2014 : Again!! (アゲイン!!) (Tamaki Abe)
- avril a juin 2017 : Joshuu Seven (女囚セブン) (Koharu)
- octobre 2017... : Doctor-X ~Geikai Daimon Ichiko~ (ドクターX ～外科医・大門未知子～) (Haruna Nagamori)
- janvier à mars 2024 : Uri wo waru (瓜を破る)

## Activités diverses
Programmes télévisés
- 2005–2007 : Hello! Morning (ハロー! モーニング)
- 2005 : Musume Dokyu! (娘DOKYU!)
- 2006–2014 : Oha Star (おはスタ) (en tant que "Tsukishima Kirari" jusqu'en 2009)
- 2007–2008 : Haromoni@ (ハロモニ@)
- 2008–2009 : Yorosen! (よろセン!)
- 2009 : Piramekiino (ピラメキーノ) (5 épisodes)
- 2009 : Nachicoral Gakuen (ナチコラル学園) (2 épisodes)
- 2010–2011 : Oha Colosseum (おはコロシアム)
- 2012 : Entame Tsuushin (エンタメ通信)
- 2014–2015 : Otoboke POPS (音ボケPOPS)

Radio
- 2005 : TBC Fun Field Mou Let's Mou Dash (TBC FUNふぃーるど・モーレツモーダッシュ) (2 épisodes)
- 2006 : Myu~komi (ミュ〜コミ) (1 épisode)
- 2006 : Recommen! (レコメン!) (1 épisode)
- 2009 : Hello Pro ya nen! (ハロプロやねん!) (1 épisode)
- depuis janvier 2016 : Kusumi Koharu KoHappy Time (久住小春 こはっぴーTIME) (animatrice)
- 2016-2017 : Kusumi Koharu no MEDIASHIP927 (久住小春のMEDIASHIP927)

Théâtre, comédies musicales
- 2006 : Ribbon no Kishi The Musical (リボンの騎士 ザ・ミュージカル) (Le fils de Ministre)
- 2008 : Cinderella The Musical (シンデレラ The ミュージカル) (Le Héraut)
- 2010 : Abe Naikak (安倍内閣)
- 2013 : Kochira Jiyu Gakuen a part-time high school (こちら自由学園 a part-time high school)
- 2013 : Onna, Hito Urei (オンナ、ひと憂。)
- 2013 : 2LDK
- 2013 : Shiritsu Hasuhasu Onna Gakuin (私立ハスハス女学院)
- 2014 : Hossoku! Gyaru Naikaku (発足！ギャル内閣)
- 2014 : Phantasy Star Online 2 -ON STAGE-

Publicités
- 2010 : Funwari Shokupan (ふんわり食パン)
- 2012 : Samantha Jet (サマンサジェット)
- 2012 : U25 Samantha Thavasa (U25 サマンサタバサ)
- 2016 : Hillside Villa Ciel et Vert (ヒルサイドヴィラ シエルヴェルト)

Défilés de mode
- 2011 : KOBE COLLECTION 2011 AUTUMN/WINTER
- 2012 : CanCam×AneCan Goudou Fashion Show "Can Kore!" (CanCam×AneCan合同ファッションショー「Canコレ！」)
- 2012 : STOCK STYLE 2012 SPRING／SUMMER
- 2012 : Girls Award 2012 AUTUMN/WINTER
- 2013 : TOKYO RUNWAY 2013 SPRING/SUMMER
- 2013 : Girls Award 2013 SPRING/SUMMER
- 2013 : TOKYO GIRLS COLLECTION SPRING LIVE Edition (宮﨑恋旅)
- 2013 : Rea*ma pastel party 2013 in TOKYO
- 2013 : Girls Award 2013 AUTUMN/WINTER
- 2014 : Girls Award 2014 SPRING/SUMMER
- 2014 : a-nation & Girls Award islandcollection by CanCam
- 2014 : TOKYO GIRLS COLLECTION Pray for FUKUSHIMA ~Egao to Genki no Himawaru Stage~ (～笑顔と元気のひまわりステージ～)
- 2017 : SAPPORO COLLECTION 2017

## Publications
Photobooks
- 24 mars 2006 : Kusumi Koharu
- 20 septembre 2007 : POP - Kusumi Koharu Solo Photobook
- 23 juillet 2008 : Koharu Nikki
- 2 décembre 2008 : Happy☆Memorial Photobook (en tant que Tsukishima Kirari)
- 27 septembre 2009 : Sugar Doll
- 16 novembre 2017 : Moment

DVD solo
- 30 septembre 2009 : Jump!!
- 5 décembre 2009 : Morning Musume. Kusumi Koharu Graduation Memorial (モーニング娘。久住小春 卒業メモリアル)

Livre
- 10 février 2011 : Kusumi Koharu 17sai no Tenshoku

Magazine
- novembre 2011 - septembre 2015 : CanCam (modèle exclusif)